# 久住町
久住町（くじゅうまち）は、かつて大分県直入郡に属していた町。
久住高原や久住山などで知られていた。2005年（平成17年）4月1日、久住町、直入郡直入町、荻町、（旧）竹田市が新設合併して（新）竹田市が発足し、自治体としての久住町は廃止された。

## 歴史
- 1889年（明治22年）4月1日 - 町村制施行に伴って直入郡久住村が発足。
- 1920年（大正9年）1月1日 - 久住村が町制を施行して久住町が発足。
- 1954年（昭和29年）3月31日 - （旧）久住町と直入郡白丹村が合併して（新）久住町が発足。
- 1955年（昭和30年）3月20日 - 久住町と直入郡都野村が合併して久住都町（くじゅうみやこまち）が発足。
- 1957年（昭和32年）1月15日 - 久住都町が久住町に名称を変更。
- 2005年（平成17年）4月1日 - 久住町、（旧）竹田市、直入郡直入町、荻町が新設合併して（新）竹田市が発足。同日久住町廃止。

## 教育

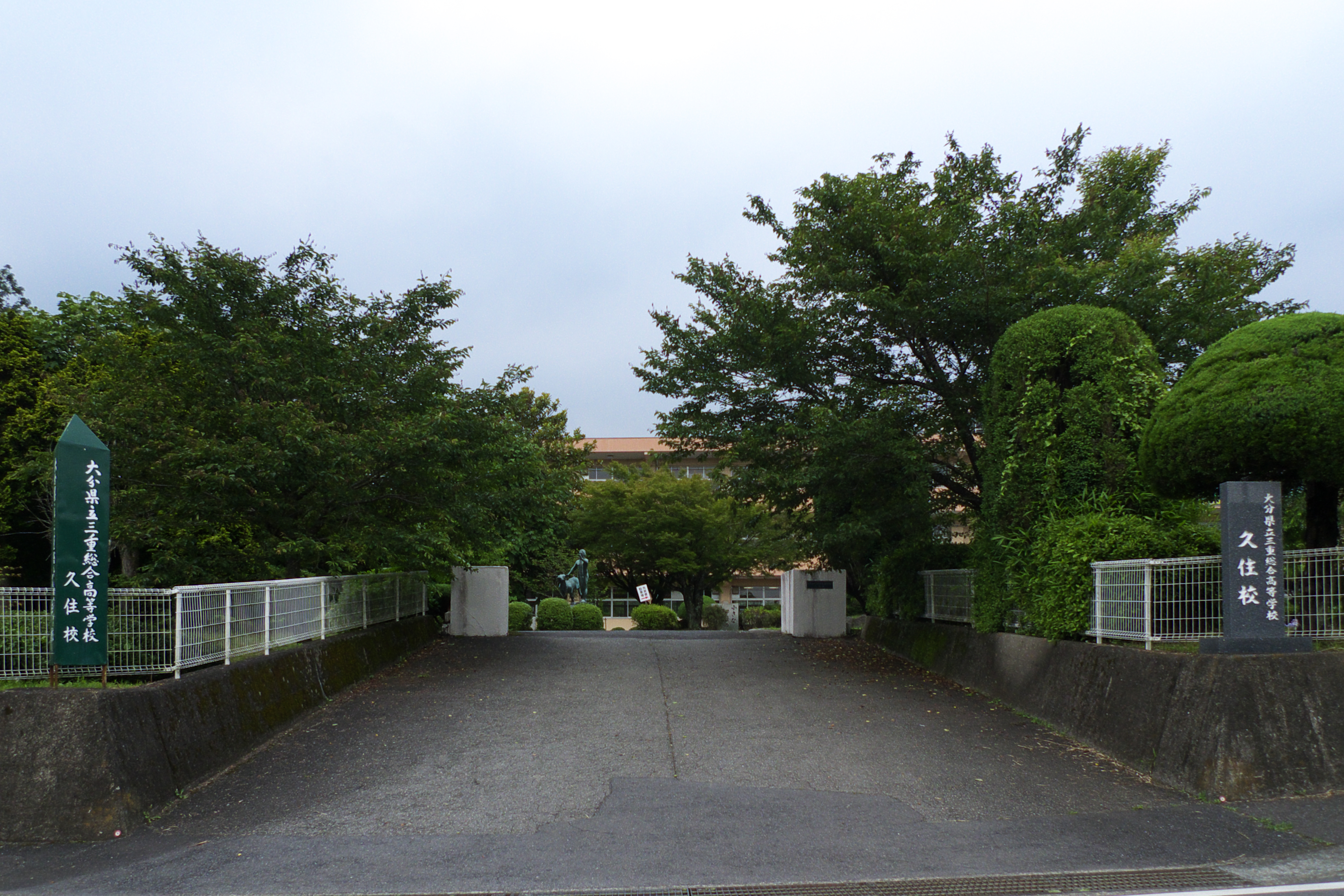
大分県立三重農業高等学校久住分校

久住町には九州大学農学部附属農場高原農業実験実習場があった。

### 高等学校
- 大分県立三重農業高等学校久住分校

### 中学校
- 久住町立久住中学校
- 久住町立都野中学校

### 小学校
- 久住町立白丹小学校
- 久住町立久住小学校
- 久住町立都野小学校

## 交通

### 道路
有料道路
- 久住高原ロードパーク

一般国道
- 国道442号

県道
- 大分県道・熊本県道11号別府一の宮線
- 大分県道30号庄内久住線
- 大分県道638号白丹竹田線
- 大分県道412号久住高原野津原線
- 大分県道669号くじゅう高原線

## 施設
- 都オリオン - 映画館。

## 名所・旧跡・観光スポット
- 法華院温泉
- 七里田温泉
- 三船温泉
- 久住高原温泉
- 赤川温泉
- くじゅう花公園
- くじゅう水泉郷
- ガンジーファーム、みどり高原牧場
- スカイパークあざみ台
- 久住高原コテージ・オートビレージ

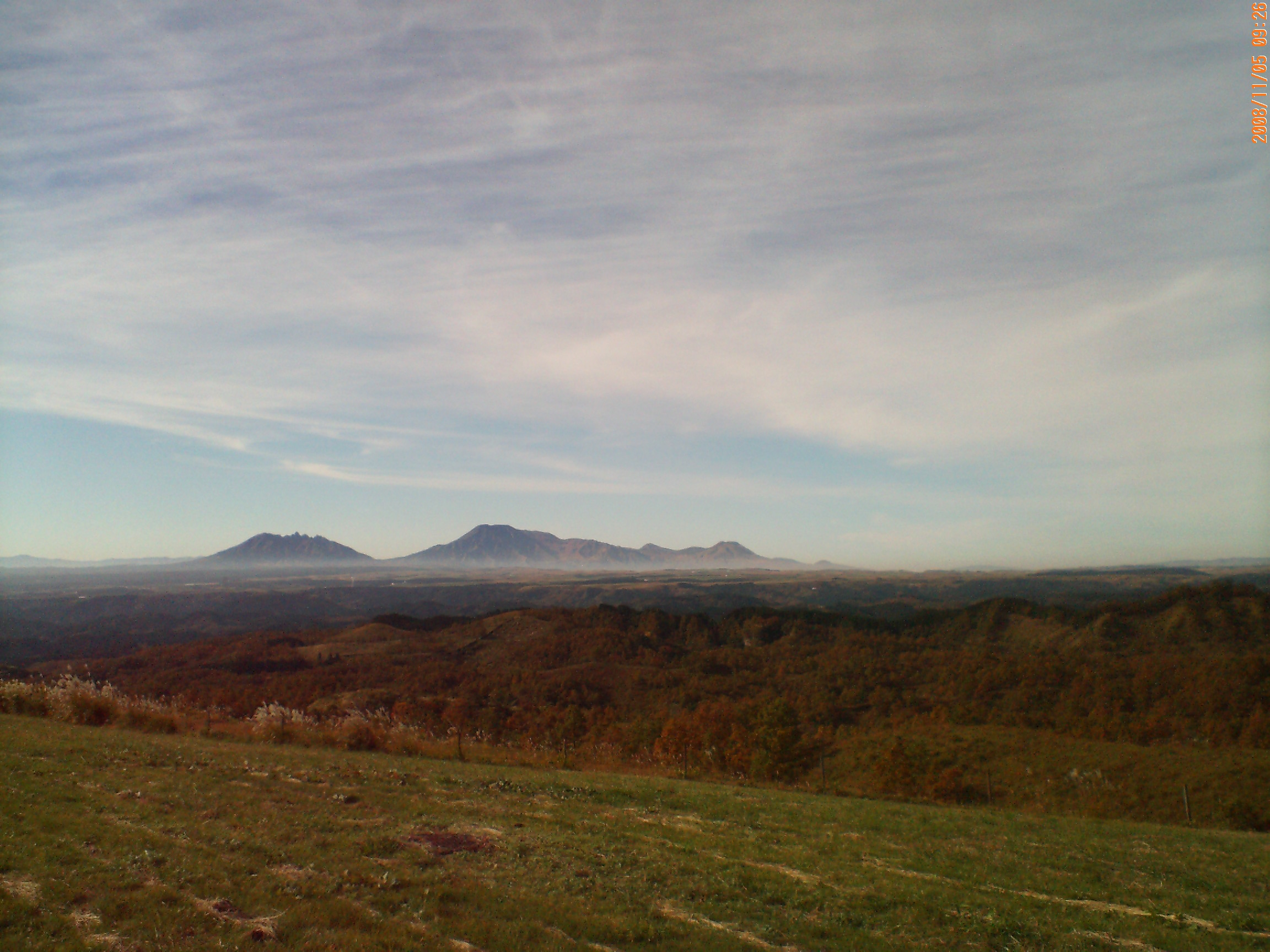
久住高原と阿蘇山

- かおり風景100選 - くじゅう四季の草原、野焼きのかおり

## 放送
熊本県との県境にあるため、久住高原では熊本県のテレビ・ラジオ放送が電波が容易に受信できる。県境のそばでは福岡県、佐賀県も含めた4県の放送がすべて受信できる。